# MLB All-Star Game 1998
MLB All-Star Game 1998 – 69. Mecz Gwiazd ligi MLB, który odbył się 7 lipca 1998 roku na stadionie Coors Field w Denver. Mecz zakończył się zwycięstwem American League All-Stars 13–8. Spotkanie obejrzało 51 267 widzów.
Najbardziej wartościowym zawodnikiem został wybrany Roberto Alomar z Baltimore Orioles, który zaliczył 3 uderzenia, w tym home runa i skradł bazę.

## Wyjściowe składy
| American League | American League | American League | American League | National League | National League | National League | National League |
| #               | Zawodnik        | Klub            | Pozycja         | #               | Zawodnik        | Klub            | Pozycja         |
| --------------- | --------------- | --------------- | --------------- | --------------- | --------------- | --------------- | --------------- |
| 1               | Kenny Lofton    | Indians         | LF              | 1               | Craig Biggio    | Astros          | 2B              |
| 2               | Roberto Alomar  | Orioles         | 2B              | 2               | Tony Gwynn      | Padres          | RF              |
| 3               | Ken Griffey Jr. | Mariners        | CF              | 3               | Mark McGwire    | Cardinals       | 1B              |
| 4               | Juan González   | Rangers         | RF              | 4               | Barry Bonds     | Giants          | LF              |
| 5               | Jim Thome       | Indians         | 1B              | 5               | Chipper Jones   | Braves          | 3B              |
| 6               | Alex Rodriguez  | Mariners        | SS              | 6               | Mike Piazza     | Mets            | C               |
| 7               | Iván Rodríguez  | Rangers         | C               | 7               | Larry Walker    | Rockies         | CF              |
| 8               | Cal Ripken Jr.  | Orioles         | 3B              | 8               | Walt Weiss      | Braves          | SS              |
| 9               | David Wells     | Yankees         | P               | 9               | Greg Maddux     | Braves          | P               |

| American League | 0 | 0 | 0 | 4 | 1 | 3 | 1 | 1 | 3 | 13 | 19 | 2 |
| National League | 0 | 0 | 2 | 1 | 3 | 0 | 0 | 2 | 0 | 8  | 12 | 1 |
| WP: Bartolo Colón (1–0) LP: Ugueth Urbina (0–1) Home runy: AL: Alex Rodriguez (1), Roberto Alomar (1) NL: Barry Bonds (1) |   |   |   |   |   |   |   |   |   |    |    |   |

## Składy
| Miotacze - Andy Ashby (1) - Kevin Brown (4) - Tom Glavine (6) - Trevor Hoffman (1) - Greg Maddux (7) - Robb Nen (1) - Rick Reed (1) - Curt Schilling (2) - Jeff Shaw (1) - Ugueth Urbina (1) Łapacze - Jason Kendall (2) - Javy López (3) - Mike Piazza (6) |  | Wewnątrzpolowi - Craig Biggio (7) - Bret Boone (1) - Vinny Castilla (2) - Andrés Galarraga (4) - Chipper Jones (3) - Mark McGwire (10) - Edgar Rentería (1) - Fernando Viña (1) - Walt Weiss (1) Zapolowi - Moisés Alou (3) - Dante Bichette (4) - Barry Bonds (8) - Tony Gwynn (14) - Gary Sheffield (4) - Sammy Sosa (2) - Greg Vaughn (3) - Larry Walker (3) - Devon White (3) |  | Menedżer - Jim Leyland Trenerzy - Don Baylor - Gene Lamont Honorowy kapitan - Vera Clemente |

| Miotacze - Rolando Arrojo (1) - Roger Clemens (7) - Bartolo Colón (1) - Tom Gordon (1) - Pedro Martínez (3) - Troy Percival (2) - Brad Radke (1) - Aaron Sele (1) - David Wells (2) - John Wetteland (2) Łapacze - Sandy Alomar Jr. (6) - Iván Rodríguez (7) |  | Wewnątrzpolowi - Roberto Alomar (9) - Scott Brosius (1) - Ray Durham (1) - Damion Easley (1) - Derek Jeter (1) - Rafael Palmeiro (1) - Dean Palmer (1) - Cal Ripken Jr. (16) - Alex Rodriguez (3) - Jim Thome (2) - Mo Vaughn (3) - Omar Vizquel (1) Zapolowi - Darin Erstad (1) - Juan González (2) - Ben Grieve (1) - Ken Griffey Jr. (9) - Kenny Lofton (5) - Paul O’Neill (5) - Manny Ramirez (2) - Bernie Williams (2) |  | Menedżer - Mike Hargrove Trenerzy - Art Howe - Joe Torre Honorowy kapitan - Lee MacPhail |

- W nawiasie podano liczbę powołań do All-Star Game.